# Véletlenből szerelem
A Véletlenből szerelem (eredeti cím: Accidental Love) 2015-ben bemutatott amerikai romantikus filmvígjáték, amelyet David O. Russell rendezett. A forgatókönyvet Russell, Kristin Gore, Dave Jeser és Matt Silverstein írta, Gore 2004-es Sammy's Hill című regénye alapján. A főbb szerepekben Jessica Biel és Jake Gyllenhaal látható.
A forgatás 2008-ban kezdődött Nailed munkacímmel, de a felvételek pénzügyi nehézségek miatt gyakran leálltak. Emiatt Russell 2010-ben kilépett a projektből. A film az ő közreműködése nélkül készült el és Russell később megtagadta azt, így az elkészült film rendezőjeként Stephen Greene-t tüntették fel.
2015. február 10-én adták ki online, majd 2015. március 20-án a Millennium Entertainment forgalmazásában korlátozott számú moziban mutatták be. Általánosságban negatív kritikákat kapott és bevételi szempontból is megbukott – 26 millió dolláros gyártási költségvetéssel szemben mindössze 135 436 dolláros bevételt termelt.

## Cselekmény
Egy indianai kisvárosban Alice görkorcsolyás pincérnőként dolgozik. Barátja, az állami rendőr Scott egy este elviszi őt egy romantikus vacsorára, amelynek során megkéri a kezét. Nem sokkal a lánykérés után az étteremben egy munkást baleset ér, elejti a szögbelövő pisztolyt, és egy szög Alice fejébe fúródik. A nőt korházba szállítják, ahol az orvosok nem hajlandók megműteni, mert nincs egészségbiztosítása. Közlik vele, hogy az agyába fúródott szög pszichológiai hatással lesz rá: szexuálisan gátlástalanná válik, hajlamos lesz dührohamokra és dühkitörésekre, és véletlenszerűen portugálul szólal meg. Scott átmenetileg visszavonja a lánykérést, mivel nem akar egy dührohamokra hajlamos nőt feleségül venni.
Alice szülei adománygyűjtést szerveznek a műtét fedezésére, de csak 600 dollárt tudnak összeszedni. Rita néni, a helyi állatorvos ingyenesen elvégez egy sikertelennek bizonyuló műtétet. Alice ere dühkitöréssel reagál, Scott ezért szakít vele és Alice egyik munkatársával kezd randizni. Alice-t a helyi lelkész, Norm tiszteletes vigasztalja, aki egy kísérleti gyógyszer hatására állandó merevedésben szenved. Elkíséri őt Keyshawn, akinek szintén kezelésre váró végbélnyílásproblémája van. Egyiküknek sincs egészségügyi biztosítása.
Alice látja, ahogy az ifjabb Howard Birdwell képviselő a televízióban arról beszél, hogyan akarja szolgálni az indianai embereket. Arra kéri a választóit, személyesen tárják elé problémáikat. Alice úgy dönt, Norm tiszteletessel és Keyshawnnal együtt Washingtonba megy.

## Szereplők
| Szerep                    | Színész          | Magyar hang       |
| ------------------------- | ---------------- | ----------------- |
| Alice Eckle               | Jessica Biel     | Pikali Gerda      |
| Howard Birdwell           | Jake Gyllenhaal  | Csőre Gábor       |
| Pam Hendrickson képviselő | Catherine Keener | Kovács Nóra       |
| Scott                     | James Marsden    | Miller Zoltán     |
| Keyshawn                  | Tracy Morgan     | Elek Ferenc       |
| Edwin                     | Paul Reubens     | Kassai Károly     |
| Helen Eckle               | Beverly D’Angelo | Orosz Helga       |
| Norm tiszteletes          | Kurt Fuller      | Barbinek Péter    |
| Rakeesha                  | Malinda Williams | Nemes Takách Kata |
| Harshtone képviselő       | David Ramsey     | Szabó Máté        |
| Rita néni                 | Kirstie Alley    | Bánsági Ildikó    |
| Buck McCoy szóvivő        | James Brolin     | Rosta Sándor      |

## Bemutató
2011 márciusában Los Angelesben mutatták be a film egy befejezetlen változatát. 2015. február 10-én jelent meg Video on Demand-on, illetve március 20-án korlátozott számú moziban. Az Egyesült Államokban 2015. április 28-án jelent meg DVD-n és Blu-rayen.

## Bevételi adatok
Világszerte 135 436 mindössze 135 436 dolláros bevételt hozott, 26 millió dolláros költségvetéssel szemben.

## Fordítás
- Ez a szócikk részben vagy egészben  az   Accidental Love című angol Wikipédia-szócikk fordításán alapul.  Az eredeti cikk szerkesztőit annak laptörténete sorolja fel. Ez a jelzés csupán a megfogalmazás eredetét és a szerzői jogokat jelzi, nem szolgál a cikkben szereplő információk forrásmegjelöléseként.